# Tycherus sabahensis
Tycherus sabahensis är en stekelart som beskrevs av Diller 2006. Tycherus sabahensis ingår i släktet Tycherus och familjen brokparasitsteklar. Inga underarter finns listade i Catalogue of Life.